# 楊州浪氏
楊州浪氏（ヤンジュナンし、양주낭씨）は、朝鮮の氏族の一つ。本貫は中国江蘇省揚州である。2015年の調査では194人である（うち「ナン」は115人、「ラン」は79人）。
始祖の浪礎は、中国江蘇省揚州の人であり、明崇禎時代の1628年〜1644年に兵部侍郎を務めたが、その後李氏朝鮮に帰化した。また『盎葉記』には、女真の投降者の末裔と記録されている。